# Razdrto Tuheljsko
Razdrto Tuheljsko is een plaats in de gemeente Kumrovec in de Kroatische provincie Krapina-Zagorje. De plaats telt 125 inwoners (2001).